# 大阪連隊区
大阪連隊区（おおさかれんたいく）は、大日本帝国陸軍の連隊区の一つ。前身は大阪大隊区である。当初は大阪府の一部、後に同府全域の徴兵・召集等兵事事務を取り扱った。兵庫県の一部を管轄した時期もあった。実務は大阪連隊区司令部が執行した。1945年（昭和20年）、同域に大阪地区司令部が設けられ、地域防衛体制を担任した。

## 沿革
1888年（明治21年）5月14日、大隊区司令部条例（明治21年勅令第29号）によって大阪大隊区が設けられ、陸軍管区表（明治21年勅令第32号）により大阪府の一部が管轄区域に定められた。第4師管第7旅管に属した。この時、大阪府の残り区域は神戸大隊区に属していた。
1896年（明治29年）4月1日、大阪大隊区は連隊区司令部条例（明治29年勅令第56号）によって連隊区に改組され、旅管が廃止となり第4師管に属した。1900年3月1日、司令部が増築工事のため大阪市東区法円坂町の旧大阪大隊区司令部跡に移転した。同年6月16日、司令部は大阪市東区追手前ノ町5番地の庁舎に移転。
1903年（明治36年）2月14日、改正された「陸軍管区表」（明治36年勅令第13号）が公布となり、再び旅管が採用され連隊区は第4師管第7旅管に属した。
日本陸軍の内地19個師団体制に対応するため陸軍管区表が改正（明治40年9月17日軍令陸第3号）となり、1907年（明治40年）10月1日、堺連隊区などが創設され、管轄区域の大幅な変更が実施された。
1925年（大正14年）4月6日、日本陸軍の第三次軍備整理に伴い陸軍管区表が改正（大正14年軍令陸第2号）され、同年5月1日、旅管は廃され引き続き第4師管の所属となり、管轄区域が大幅に変更された。
1940年（昭和15年）8月1日、大阪連隊区は中部軍管区大阪師管に属することとなった。1941年（昭和16年）11月1日、堺連隊区が廃止され、管轄区域が大阪府全域となった。
1945年には作戦と軍政の分離が進められ、軍管区・師管区に司令部が設けられたのに伴い、同年3月24日、連隊区の同域に地区司令部が設けられた。地区司令部の司令官以下要員は連隊区司令部人員の兼任である。同年4月1日、大阪師管は大阪師管区と改称された。

## 管轄区域の変遷
1888年5月14日、陸軍管区表（明治21年勅令第32号）が制定され、大阪大隊区の管轄区域が次のとおり定められた。
- 大阪府
  - 西区・東区・南区・北区・堺区・東成郡・住吉郡・茨田郡・交野郡・讃良郡・古市郡・河内郡・若江郡・南郡・渋川郡・安宿部郡・高安郡・丹北郡・石川郡・大県郡・志紀郡・丹南郡・八上郡・錦部郡・大鳥郡・泉郡・日根郡

1896年4月1日、連隊区へ改組された際に管轄区域の堺区が堺市に変更された。さらに、郡制施行による郡の統廃合により陸軍管区表が改正され、1897年4月1日に、管轄区域の東成郡・住吉郡を東成郡に、茨田郡・交野郡・讃良郡を北河内郡に、古市郡・安宿部郡・石川郡・志紀郡・丹南郡・八上郡・錦部郡を南河内郡に、河内郡・若江郡・渋川郡・高安・丹北郡・大県郡を中河内郡に、南郡・日根郡を泉南郡に、大鳥郡・泉郡を泉北郡に変更した。変更後の管轄区域は以下のとおり。
- 大阪府
  - 西区・東区・南区・北区・堺市・東成郡・北河内郡・南河内郡・中河内郡・泉南郡・泉北郡

1907年10月1日、堺連隊区などが新設されたことに伴い、管轄区域が陸軍管区表（明治40年9月17日軍令陸第3号）により次のとおり定められた。西成郡を神戸連隊区から編入し、南河内郡・堺市・泉北郡・泉南郡を堺連隊区へ、北河内郡を篠山連隊区へそれぞれ移管した。
- 大阪府
  - 西区・南区・東区・北区・西成郡・東成郡・中河内郡

1915年（大正4年）9月13日、中河内郡を篠山連隊区へ移管した。
1920年（大正9年）8月10日、管轄区域が変更され、南区・東区を堺連隊区へ移管し、堺連隊区から兵庫県津名郡・三原郡を編入した。変更後の管轄区域は以下のとおり。
- 大阪府
  - 西区・北区・東成郡・西成郡
- 兵庫県
  - 津名郡・三原郡

1925年5月1日、陸軍管区表の改正に伴い篠山連隊区が廃止され、旧篠山連隊区から三島郡・豊能郡を編入し、西成郡を堺連隊区へ移管した。また、東成郡を東成区に変更し、此花区・港区・東淀川区・西淀川区を加えて、管轄区域は次のように形成された。
- 大阪府
  - 西区・北区・此花区・港区・東成区・東淀川区・西淀川区・三島郡・豊能郡
- 兵庫県
  - 津名郡・三原郡

1932年（昭和7年）10月29日、大正区・旭区を、1937年（昭和12年）7月19日に豊中市を、1940年（昭和15年）1月10日に池田市を、同年2月28日に兵庫県洲本市を、それぞれ管轄区域に加えた。
1941年4月1日、管轄区域が変更され、吹田市を加え、兵庫県洲本市・津名郡・三原郡を神戸連隊区へ移管した。変更後の管轄区域は次のとおり。
- 大阪府
  - 西区・北区・此花区・港区・大正区・東成区・旭区・東淀川区・西淀川区・豊中市・池田市・吹田市・三島郡・豊能郡

1941年11月1日、堺連隊区が廃止され、その旧管轄区域を編入し大阪府全域を管轄した。

## 司令官
大阪大隊区
- 守永薫 歩兵少佐：1888年5月14日 -
- 藤村正彦 歩兵少佐：1895年5月29日 - 1896年1月23日
- 大村屯 歩兵少佐：1896年1月23日

大阪連隊区
- 大村屯 歩兵少佐：不詳 - 1901年10月1日
- 長谷川操 歩兵少佐：1901年10月1日 - 1902年9月30日
- 井上正永 歩兵中佐：1902年9月30日 -
- 奥山義章 歩兵中佐：1903年11月10日 -
- 中原渉 歩兵大佐：1903年12月9日 -
- 平岩親徳 砲兵中佐：1906年9月17日 -
- 豊田龍成 歩兵中佐：1907年12月18日 - 1909年8月13日
- 鈴木秀五郎 歩兵中佐：1909年8月13日 - 1912年11月30日
- 浜面又助 歩兵中佐：1912年11月30日 - 1913年8月22日
- 河内茂太郎 歩兵中佐：1913年8月22日 - 1915年8月10日
- 山田喜八 歩兵中佐：1915年8月10日 - 1917年8月6日
- 青山寛 歩兵中佐：1917年8月6日 - 1920年8月10日
- 中村直蔵 歩兵中佐：1920年8月10日 - 1923年8月6日
- 土屋斉 歩兵大佐：1923年8月6日 - 1924年12月15日
- 水谷錈造 歩兵大佐：1924年12月15日 -
- 長富初美 歩兵大佐：不詳 - 1928年8月10日
- 鶴見駿太郎 歩兵大佐：1928年8月10日 -
- 松井太久郎 歩兵大佐：1933年8月1日 -
- 上野亀甫 歩兵大佐：1935年1月22日 -
- 西脇宗吉 歩兵大佐：1938年7月15日 - 1940年8月1日
- 太田貞昌 歩兵大佐：1940年8月1日 -
- 下川義忠 陸軍少将：1942年4月1日 - 1942年12月1日
- 芦塚長蔵 陸軍少将：1942年12月1日 -
- 遠藤春山 予備役陸軍少将：1944年7月8日 - 1944年8月8日
- 小池昌次 陸軍少将：1944年8月8日 - 1945年3月31日

大阪連隊区兼大阪地区司令官
- 青木成一 予備役陸軍中将：1945年3月31日 -
- 小池昌次 陸軍少将：1945年8月30日 -